# Claudina Domingo
Claudina Domingo (Ciudad de México, 8 de septiembre de 1982) es una poeta y narradora mexicana. Ganadora del Premio de Poesía Editorial Praxis (2008), del Premio Iberoamericano Bellas Artes de Poesía Carlos Pellicer por su obra Tránsito (2011) y del Premio Nacional de Poesía Gilberto Owen por su poemario Ya sabes que no veo de noche (2017). Fue becaria del Programa Jóvenes Creadores del Fondo Nacional para la Cultura y las Artes en tres ocasiones y nombrada como escritora emergente del año por la revista La Tempestad en 2011.

## Obra
- Miel en ciernes (Praxis, 2005)
- Tránsito (FETA, 2011)
- Ya sabes que no veo de noche (Ediciones Atrasalante, 2017)
- Las enemigas (sexto piso, 2017 )[2][3]
- La noche en el espejo (sexto piso, 2020)[4]

### Antologías
- 20 años de poesía. Jóvenes creadores del FONCA (Conaculta, 2010)
- Antología general de la poesía mexicana: poesía del México actual, de la segunda mitad del siglo XX a nuestros días (Océano, Intemporales, 2014)
- México 20: La nouvelle poésie mexicaine (Castor Astral/Secretaría de Cultura, 2016)
- Sombra roja. Diecisiete poetas mexicanas 1964-1985 (Rodrigo Castillo, Vaso Roto, 2017).
- Breve historia del ya merito (sexto piso, 2018)
- A golpe de linterna : más de 100 años de cuento mexicano, vol. 3 : Exploradoras (Ediciones Atrasalante, 2020)

## Reconocimientos
- Premio de Poesía Editorial Praxis (2008)[5]
- Premio Iberoamericano Bellas Artes de Poesía Carlos Pellicer (2012)
- Premio Nacional de Poesía Gilberto Owen (2016)[6]